# ТЕС Dr Bird I, II
17°53′47″ пн. ш. 77°6′24″ зх. д. / 17.89639° пн. ш. 77.10667° зх. д.
ТЕС Dr Bird I, II – теплова електростанція на острові Ямайка, за три десятки кілометрів від західної околиці Кінгстона. 
Особливістю станції є розміщення її обладнання на баржах. Баржу Dr Bird I охрестили у техаському Браунсвілі влітку 1995 року. На ній встановлені вісім генераторних установок на основі двигунів внутрішнього згоряння типу Wärtsilä 12V46 загальною потужністю 74 МВт. 
Баржу Dr Bird II, яка почала роботу на Ямайці в 2006-му, спорудили у Сінгапурі. На ній встановлено три генераторні установки на основі двигунів внутрішнього згоряння типу Wärtsilä 18V46 загальною потужністю 50 МВт.
Баржі ошвартовані біля причалу в Олд-Гарборі (можливо відзначити, що в цьому ж районі працює наземна ТЕС Олд-Гарбор).
Як паливо Dr Bird I та Dr Bird II використовують нафтопродукти.
Для видачі продукції станції під’єднані до ЛЕП, що працює під напругою 138 кВ.